# Бобот
Бобот (слч. Bobot) насељено је мјесто са административним статусом сеоске општине (слч. obec) у округу Тренчин, у Тренчинском крају, Словачка Република.

## Становништво
| Година:    | 1994. | 2004.   | 2014.   | 2024.   |
| ---------- | ----- | ------- | ------- | ------- |
| Број људи: | 771   | 725     | 757     | 719     |
| Разлика:   |       | -5,96 % | +4,41 % | -5,01 % |

| Година:    | 2023. | 2024.   |
| ---------- | ----- | ------- |
| Број људи: | 728   | 719     |
| Разлика:   |       | -1,23 % |

Према подацима о броју становника из 2024. године насеље је имало 719 становника.